# Mylochromis anaphyrmus
Mylochromis anaphyrmus е вид лъчеперка от семейство Цихлиди (Cichlidae).

## Разпространение
Видът е разпространен в Малави и Мозамбик.